# Arthur Seyss-Inquart
Arthur Seyss-Inquart, właśc. Arthur Seyss (ur. 22 lipca 1892 w Stannern, zm. 16 października 1946 w Norymberdze) – austriacki polityk nazistowski, namiestnik Rzeszy w Austrii, a później komisarz Rzeszy w Holandii w okresie II wojny światowej. W Norymberdze został uznany za winnego zbrodni przeciwko ludzkości i stracony.

## Życiorys

### Młodość, I wojna światowa
Pochodząca z Moraw rodzina Seyssów przeniosła się w 1907 roku do Wiednia, gdzie dodali nazwisko stryja Heinricha Rittera von Inquarta. Seyss-Inquart studiował prawo na uniwersytecie w Wiedniu, jednak po wybuchu I wojny światowej w 1914 roku wstąpił ochotniczo do armii austriackiej i po otrzymaniu przydziału do Strzelców Tyrolskich walczył na frontach w Rosji, Rumunii i Włoszech. Był wielokrotnie ranny i odznaczany za odwagę. Po rekonwalescencji w 1917 roku ukończył studia, zdając przewidziane egzaminy.

### Republika Austriacka i Federalne Państwo Austriackie
Po wojnie w 1921 roku rozpoczął praktykę prawniczą i szybko zyskał uznanie w tej dziedzinie. W 1933 roku powołano go do rządu kanclerza Dollfussa. Po jego zamordowaniu 25 lipca 1934 roku Seyss-Inquart został radcą stanu w rządzie Kurta von Schuschnigga.

### Anschluss
12 lutego 1938 Hitler wysunął pod adresem Austrii serię żądań znoszących właściwie jej suwerenność, wśród nich znajdowało się również żądanie mianowania Seyss-Inquarta ministrem spraw wewnętrznych (umowa z Berchtesgaden). Kanclerz Schuschnigg spełnił jedynie część żądań Hitlera, a jednocześnie ogłosił przeprowadzenie plebiscytu w sprawie przyłączenia Austrii do Niemiec. Spotkało się to z szybką reakcją Hitlera; 11 marca 1938 roku armia niemiecka została postawiona w stan gotowości i otrzymała rozkaz przekroczenia granicy z Austrią, a Schuschnigg razem z rządem podał się do dymisji. Tego samego dnia w nocy prezydent Austrii Wilhelm Miklas mianował Seyss-Inquarta kanclerzem, a już rankiem 12 marca wojska niemieckie wkroczyły do Wiednia. Dzień później Seyss-Inquart, któremu prezydent Wilhelm Miklas przekazał swoje obowiązki – podpisał ustawę o Anschlussie, czyli przyłączeniu Austrii do Niemiec w postaci landu Rzeszy Niemieckiej. Od 15 marca 1938 do 30 kwietnia 1939 pełnił funkcję namiestnika Rzeszy w tak zwanej Marchii Wschodniej (Ostmark), jak nazwano Austrię, ówczesną część Niemiec.
W maju 1938 roku Seyss-Inquart wstąpił do NSDAP. Otrzymał też stopień Gruppenführera SS, a w maju 1939 został ministrem bez teki rządu Rzeszy.

### II wojna światowa
Po niemieckiej inwazji na Polskę Seyss-Inquart został zarządcą południowych terenów Polski, a od utworzenia Generalnego Gubernatorstwa w październiku 1939 do maja 1940 r. pełnił funkcję sekretarza stanu (szefa) rządu Generalnego Gubernatorstwa i zastępcy generalnego gubernatora Hansa Franka.
Po zajęciu Belgii i Holandii w maju 1940 roku Hitler mianował Seyss-Inquarta Komisarzem Rzeszy (Reichskommissar) okupowanej Holandii i uczynił odpowiedzialnym za kierowanie administracją cywilną i współpracę gospodarczą z Rzeszą. W okresie tym Holandia wpłacała do kasy Rzeszy 50 milionów marek tytułem kosztów okupacji.
Seyss-Inquarta obarcza się odpowiedzialnością za śmierć około 800 osób na terenie okupowanej Holandii w okresie od objęcia rządów do przejęcia jego uprawnień przez dowództwo wojskowe w lipcu 1944 roku. Jest też odpowiedzialny za usuwanie Żydów z administracji rządowej, prasy i ich prześladowania ekonomiczne. Szacuje się, że ze 140 000 Żydów zamieszkujących przed wojną Holandię przeżyło około 13 500.

### Proces norymberski
Na procesie norymberskim Seyss-Inquartowi postawiono zarzuty „spiskowania w celu dokonania zbrodni przeciw pokojowi”, „planowania i podżegania do wojny i agresji”, zbrodnie wojenne i zbrodnie przeciw ludzkości. Uznano go winnym wszystkich zarzutów z wyjątkiem pierwszego i skazano na karę śmierci przez powieszenie. Amerykańskie gazety okrzyknęły go mianem „konia trojańskiego nazistów”. Psycholog więzienny Gustave Gilbert podczas swoich badań na osadzonych ustalił ich iloraz inteligencji (IQ) – Seyss-Inquart miał wynik 141 (drugi najwyższy wśród oskarżonych). Jego ostatnie słowa brzmiały: „Mam nadzieję, że ta egzekucja to ostatnia tragedia podczas drugiej wojny światowej i że nauką płynącą z wojny będzie pokój i zrozumienie, które powinny istnieć wśród ludzi. Wierzę w Niemcy”. Wyrok wykonano 16 października 1946 roku.